# Cynoglossum borbonicum
Espèce
Cynoglossum borbonicum, le Myosotis de Bourbon, est une plante endémique menacée, et non protégée, de l'île de La Réunion, dans le sud-ouest de l'océan Indien. On la trouve notamment sur champs de lapillis de la Plaine des Sables, dans le massif du Piton de la Fournaise. Sa floraison se situe entre novembre et janvier.